# Stanton (Nebraska)
Stanton település az Amerikai Egyesült Államok Nebraska államában, Stanton megyében, melynek megyeszékhelye is. Lakosainak száma 1520 fő (2020. április 1.).

## Népesség
A település népességének változása:

| 2010 | 1 577 |
| 2020 | 1 520 |